# Anjos (Vieira do Minho)
Anjos is een plaats (freguesia) in de Portugese gemeente Vieira do Minho en telt 415 inwoners (2001).